# Anger (Wessobrunn)
Anger ist ein Gemeindeteil von Wessobrunn im oberbayerischen Landkreis Weilheim-Schongau.

## Geografie
Der Weiler liegt circa drei Kilometer südlich von Wessobrunn unmittelbar nördlich der Kreisstrasse WM8 im bayerischen Alpenvorland.

## Geschichte
Anger gehörte zur Riederschaft Forst der Klosterhofmark Wessobrunn. Im Jahr 1761 wird ein Viertelhof erwähnt. Dieser war dem Kloster Wessobrunn grundbar, die Hohe Gerichtsbarkeit lag beim Landgericht Landsberg.
Nach der Säkularisation wurde der Weiler im Zuge der Gemeindeedikte von 1818 Bestandteil der neu gebildeten Gemeinde Forst im Landgericht Weilheim in Oberbayern.
Mit dieser wurde Anger im Zuge der Gebietsreform in Bayern am 1. Mai 1978 nach Wessobrunn eingemeindet.

## Sehenswürdigkeiten
Bei Anger befindet sich die um 1800/05 erbaute Wollfeldkapelle, ein kleiner verputzter Quaderbau mit Satteldach.
Siehe auch: Liste der Baudenkmäler in Anger